# Corte Superior de Justicia de Ayacucho
La Corte Superior de Justicia de Ayacucho es el tribunal de apelación cuya sede es la ciudad de Ayacucho, capital del departamento homónimo y cuya competencia se extiende a todo el Distrito Judicial de Ayacucho. Fue creada el 4 de diciembre de 1832 durante el gobierno de Agustín Gamarra. Está compuesta por un total de 6 salas superiores que conocen en segunda instancia las sentencias expedidas por los juzgados especializados del distrito judicial.

## Historia
Esta Corte Superior fue creada el 4 de diciembre de 1832 por mandato del presidente Agustín Gamarra la misma que, según el decreto de su creación, estaría conformada por siete vocales y un fiscal. Siete años después, la Constitución de 1839 redujo el personal de la corte a sólo tres vocales y un fiscal. Asimismo, extendió la jurisdicción de esta corte para que abarque el territorio que correspondía al departamento de Huancavelica. Hasta este momento, la corte aún no se había instalado. Su instalación se dio recién el 21 de marzo de 1844 durante el gobierno de Ramón Castilla. El presidente de la corte fue el señor Pedro José Flores acompañado de los vocales doctores Gervasio Álvarez, Pablo José Ruiz y Pedro Ruiz

## Competencia territorial
Según la organización territorial inicial, las Cortes Superiores tenían competencia territorial en el departamento de su sede, el mismo que se correspondía con un determinado Distrito Judicial. Sin embargo, esta división fue modificándose paulatinamente por razones de cercanía comunicativa. En la actualidad la Corte Superior de Justicia de Ayacucho es competente territorialmente sobre las provincias del Departamento de Ayacucho.
Adicionalmente, incluye la provincia de Churcampa del departamento de Huancavelica y los distritos de Kimbiri y Pichari del Departamento del Cusco.

## Composición
La Corte Superior de Justicia de Ayacucho está conformada por 5 salas superiores:
- 1 Sala Civil con sede en Ayacucho.
- 2 Salas Penales con sede en Ayacucho
- 1 Sala Mixta con sede en Puquio
- 1 Sala Mixta con sede en Pichari

Cada Sala está conformada por tres jueces superiores que, en el Perú, reciben la denominación de "vocales superiores". La reunión de todos los vocales superiores constituyen la "Sala Plena" que es el máximo órgano deliberativo de la Corte Superior.

## Presidente de la Corte Superior
De conformidad con los artículos 38 y 45 de la Ley Orgánica del Poder Judicial, los vocales eligen un Presidente de la Corte Superior. En el caso de Ayacucho, la elección se realiza el primer jueves del mes de diciembre cada dos años mediante votación secreta de los vocales superiores titulares.
El actual Presidente de la Corte Superior es el doctor Juan Teófilo Ortiz Arévalo.

## Sede
La Corte Superior tiene su sede en el centro histórico de la ciudad, precisamente en la Casona García del Barco ubicado en el Portal Constitución de la Plaza de Armas de Ayacucho.